# بولين كارتون
بولين كارتون (بالفرنسية: Pauline Carton)‏ هي مغنية وممثلة فرنسية، ولدت في 4 يوليو 1884 في بياريتز في فرنسا، وتوفيت في 17 يونيو 1974 في باريس في فرنسا.

## أعمال

### أفلام
- (1962) أطول يوم[7][8]

## وصلات خارجية
- بولين كارتون على موقع IMDb (الإنجليزية)
- بولين كارتون على موقع ألو سيني (الفرنسية)
- بولين كارتون على موقع ميوزك برينز (الإنجليزية)
- بولين كارتون على موقع أول موفي (الإنجليزية)
- بولين كارتون على موقع قاعدة بيانات الأفلام السويدية (السويدية)
- بولين كارتون على موقع ديسكوغز (الإنجليزية)
- بولين كارتون على موقع قاعدة بيانات الفيلم (الإنجليزية)
- بولين كارتون على موقع كينوبويسك (الروسية)